# 븡분군

븡분군(บึงบูรพ์)은 시사껫주의 행정 구역이다. 이 지역의 총 인구 수는 2005년 기준으로 10655명이다. 인구 밀도는 214.9km2이다.
라시살라이군, 우툼폰피사이군, 포시수완군, 수린주 라따나부리군과 경계한다.

## 행정 구역
| 번호 | 지명      | 태국어 지명 | 빌리지 | 인구  |  |
| ---- | --------- | ----------- | ------ | ----- |  |
| 1.   | Po        | เป๊าะ        | 16     | 6,207 |  |
| 2.   | Bueng Bun | บึงบูรพ์       | 9      | 4,448 |  |